# Johann Nepomuk von Appel

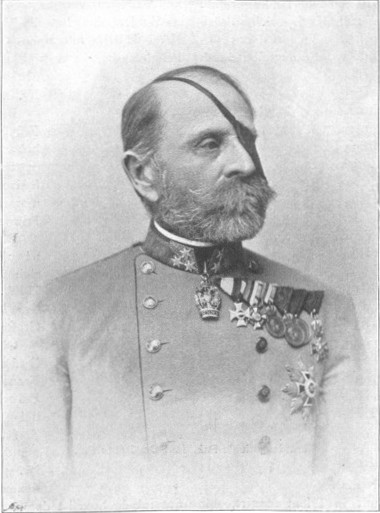
Johann Nepomuk Freiherr von Appel (1900)

Johann Nepomuk Martin von Appel (* 11. November 1826 in Sikirevci, Kaisertum Österreich; † 7. September 1906 in Gradisca, Österreich-Ungarn) war ein k. u. k. Geheimer Rat, Teresienritter, General der Kavallerie, Kommandierender General im Banat, sodann Landeschef von Bosnien-Herzegowina sowie Oberstinhaber des Infanterieregiments Nr. 60.

## Leben und Familie
Johann Nepomuk von Appel entstammte einer Familie mit alter Militärtradition. Sein Vater Joseph Ritter von Appel (1785–1855) war Feldmarschallleutnant und Brigadier in Karansebesch, seine Mutter war Freifrau Rzikowsky von Dobrzitz.
Der Großvater väterlicherseits Franz Seraph Appel war Oberkriegskommissär und Feldmarschallleutnant, der Onkel Christian Freiherr von Appel (1787–1854), Generaladjutant von Kaiser Franz I. und Kaiser Ferdinand I., während der Onkel Ludwig Appel (1809–1875) Feldmarschallleutnant war. Seine Brüder waren Christian Ritter von Appel (1831–1859), Hauptmann im General-Quartiermeisterstab und Josef Freiherr von Appel (1823–1888), Feldmarschallleutnant.
Johann Nepomuk von Appel heiratete am 8. Februar 1853 Johanna Körtvelyessy, Tochter des k.k. Oberlandesgerichtsrates und Grundbesitzers von Temesrekas. Das Paar hatte einen Sohn:
- Eugen (* 23. Oktober 1857) ⚭ 1882 Freiin Eugenie von Mattencloit (* 23. Dezember 1864)

## Laufbahn

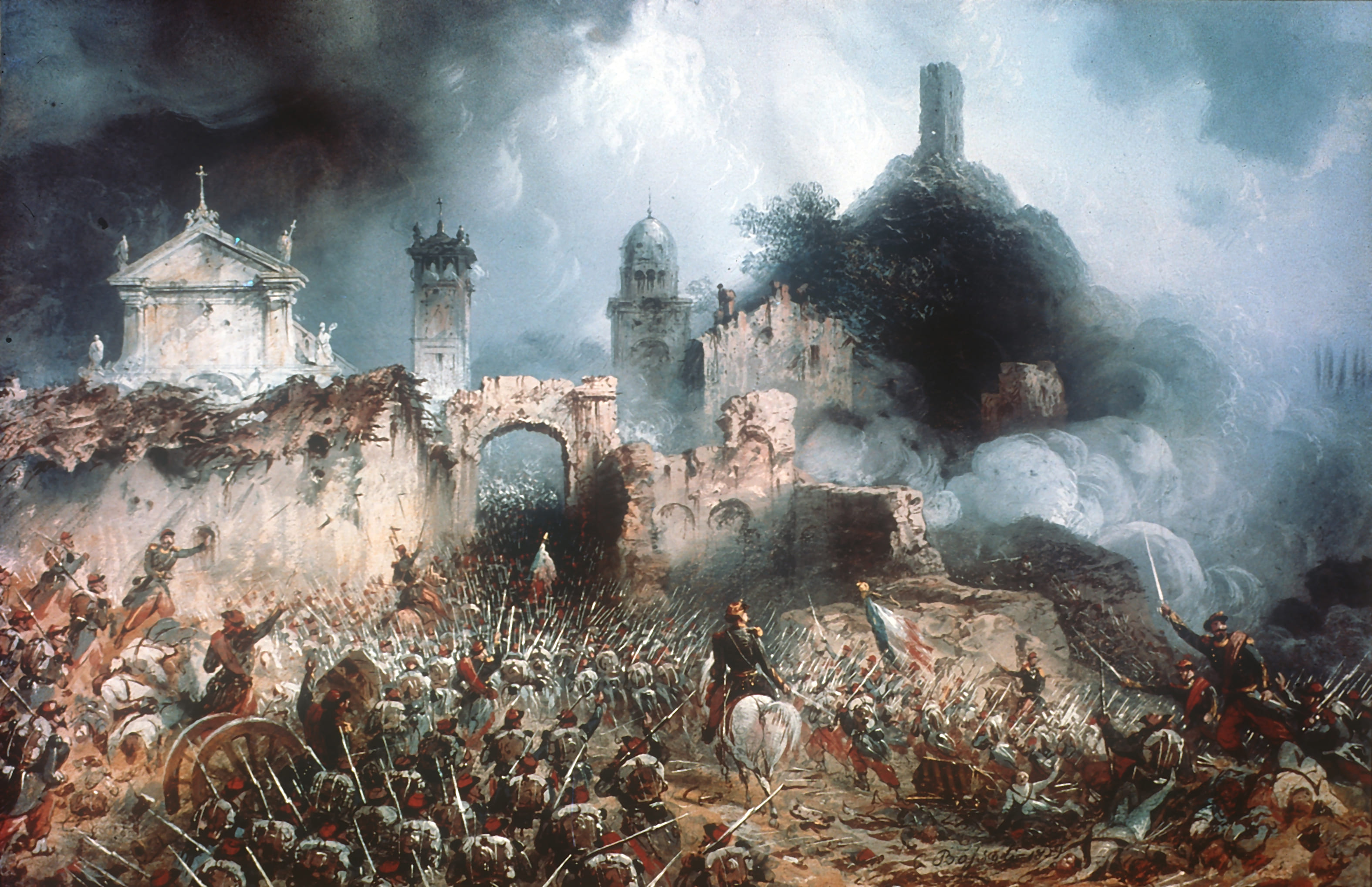
Carlo Bossoli: Schlacht von Solferino

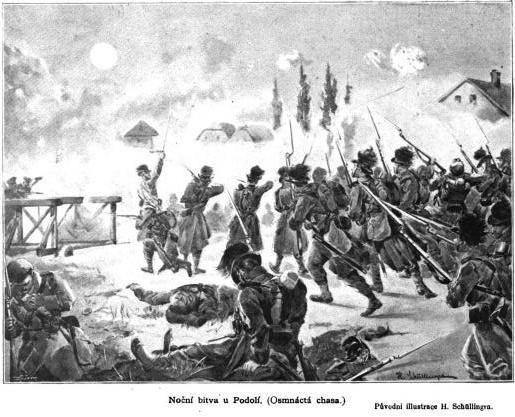
Schlacht von Podol bei Langenbruck 1866

Die Festungsanlagen vor dem Staatstheater Temeswar um 1900

Johann Nepomuk trat am 1. September als freiwilliger Gemeiner in das Infanterieregiment Ludwig Großherzog von Baden Nr. 59 ein, kam am 2. November 1843 von der Kadettenakademie in Graz zum Ulanenregiment Kaiser Ferdinand IV., machte mit diesem als Oberleutnant die Feldzüge gegen Piemont 1848 und Ungarn 1849 mit Auszeichnung mit und wurde dafür mit dem Militärverdienstkreuz mit der Kriegsdekoration geehrt. Am 1. März 1854 wurde er als Rittmeister 1. Klasse dem neuerrichteten Ulanenregiment Nr. 12, „Kaiser Ferdinand II., König beider Sizilien“ zugeteilt.
Nachdem er am 28. November 1858 zum Major befördert worden war, zog er mit seiner Einheit, dem Ulanenregiment Nr. 12, 1859 in den Feldzug gegen Frankreich und Piemont. Hier bewährte er sich zuerst durch die Erkundung des Hügelgeländes als Leiter eines selbständigen Streifkommandos südlich des Gardasees, ganz besonders aber durch mehrere unerschrockene Angriffe zur Deckung des Rückzuges in der Schlacht von Solferino am 24. Juni des Jahres. Dabei verlor er, durch einen Gewehrschuss ins Gesicht schwer verwundet, sein linkes Auge. Für seine Leistungen erhielt er den Orden der Eisernen Krone 3. Klasse sowie das Ritterkreuz des österreichisch-kaiserlichen Leopold-Ordens, beide mit der Kriegsdekoration (KD.). In einer spontanen Entscheidung beschloss Kaiser Franz Joseph I. seine Erhebung in den Freiherrenstand am 28. Jänner 1860 und als weitere Anerkennung seiner Tapferkeit am 21. Mai des Jahres das Ritterkreuz des Maria-Theresien-Ordens.
Am 29. Oktober 1863 avancierte der Freiherr zum Oberst und Kommandanten des Ulanenregiments Kaiser Franz Joseph Nr. 4. Er kämpfte gegen die Preußen als Kommandant einer aus Liechtenstein-Husaren und Windischgrätz-Dragonern gebildeten Brigade der 1. Leichte Kavallerietruppendivision unter Feldmarschalleutnant Freiherr von Edelheim mit großer Umsicht und Tapferkeit bei Langenbruck, Sichrow, Gitschin und Königgrätz. Für sein vorbildlichem Verhalten im Deutschen Krieg wurde er mit dem Orden der Eisernen Krone 2. Klasse mit der Kriegsdekoration ausgezeichnet und am 16. November 1866 zum Kommandanten des Zentralkavalleriekurses ernannt, und avancierte auf diesem Dienstposten am 9. November 1867 (Rang vom 9. Mai 1870) Generalmajor, ab 28. Jänner 1874 gleichzeitig Kommandant der 25. Infanterietruppendivision. (Nach Schließung des Zentralkavalleriekurses 1875 ehrte man ihn mit dem Komturkreuz des österreichisch-kaiserlichen Leopold-Ordens, 1881 mit dem Titel eines Geheimen Rates).
Nur wenige Jahre später, am 1. November 1874 (Rang vom 27. Oktober des Jahres), rückte Appel zum Feldmarschallleutnant. In diesem Rang hatte er vom 2. August 1881 bis zum 8. April 1882 das Amt des Kommandierenden Generals des Temescher Banats und das des Festungskommandanten von Temeswar in Personalunion inne. Ab 1872 war der Kommandierende General des Temescher Banats gleichzeitig Festungskommandant von Temeswar.
Nachdem er am 1. Mai 1882 (mit Rang vom 27. April des Jahres) zum General der Kavallerie avanciert war, wurde er am 9. August 1882 zum Kommandierender General in Sarajevo und Chef der Landesregierung in Bosnien und Herzegowina ernannt. In dieser Zeit ermöglichte der General eine gute wirtschaftliche Entwicklung, unter anderem durch den Aufbau eines leistungsfähigen Schul- und Sanitätswesens sowie einer Agrarreform und trug derart zum Aufblühen der besetzten Gebiete bei.
Weitere Ehrenbekundungen folgten: Anlässlich des Regierungsjubiläums des Kaisers die Brillanten zum Militärverdienstkreuz (2. Dezember 1898), der Großkreuz des königlich ungarischen Sankt Stephans-Ordens (1. Oktober 1900) und bei seiner Verabschiedung als Offizier und Landeschef von Bosnien-Herzegowina am 1. Dezember 1893 die Brillanten zum Maria-Theresien-Orden sowie ein persönliches Dankesschreiben des Kaisers für geleistete Dienste. Die Pensionierung trat nach 63 Dienstjahren zum 1. Januar 1904 in Kraft.
Johann Nepomuk Freiherr von Appel war Ehrenbürger von Sarajevo, Mostar, Dolni-Tuzla, Travnik, Bihać und Zenica. Nach ihm wurde in Sarajevo bis 1919 der Appel-Kai (heute: Obala Kulina Bana) benannt, auf dem sich am 28. Juni 1914 sieben Attentäter postierten, um Franz Ferdinand von Österreich-Este zu ermorden.

## Auszeichnungen (Auswahl)

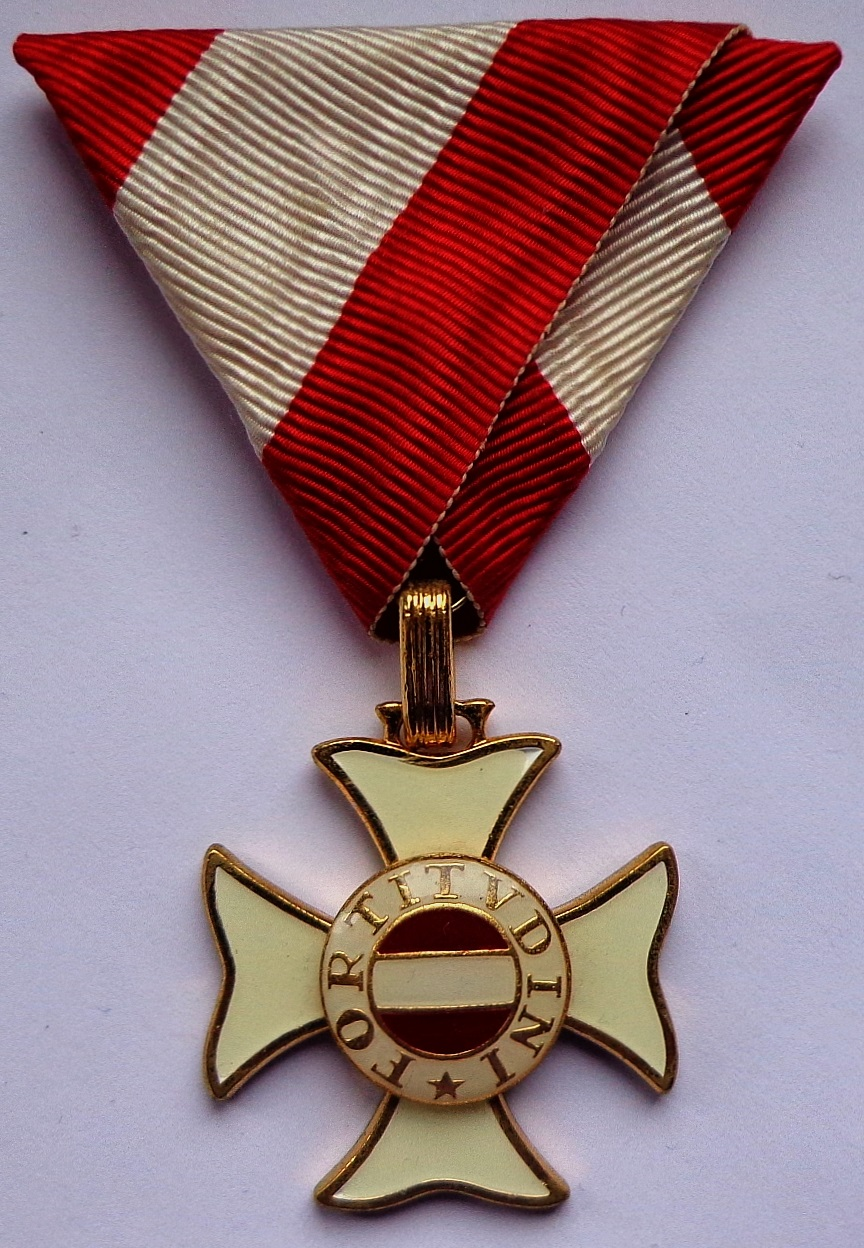
Ritterkreuz des Militär-Maria-Theresien-Ordens

- K. k. Militärverdienstkreuz (KD.) mit Brillanten, 1849/1898 (Brillanten)
- Orden der Eisernen Krone 3. Klasse (KD.), 1859
- Ritterkreuz des Österreichisch-kaiserlichen Leopold-Ordens (KD.), 1859
- Ritterkreuz des Maria-Theresien-Ordens mit Brillanten, 1860/1903 (Brillanten)
- Orden der Eisernen Krone 2. (KD.), 1866
- Komtur des Österreichisch-kaiserlichen Leopold-Ordens, 1875
- Großkreuz des königlich ungarischen Sankt Stephans-Ordens, 1900